# Pirotan Island
Pirotan Island är en ö i Indien. Den ligger i den västra delen av landet, 1 000 km sydväst om huvudstaden New Delhi. Arean är 3,0 kvadratkilometer.
Terrängen på Pirotan Island är mycket platt. Öns högsta punkt är 7 meter över havet. Den sträcker sig 1,3 kilometer i nord-sydlig riktning, och 1,6 kilometer i öst-västlig riktning.